# When You Wish upon a Star
"When You Wish upon a Star" é uma canção escrita por Leigh Harline e Ned Washington para adaptação de Walt Disney de Pinóquio (1940). A versão original foi cantada por Cliff Edwards no personagem de Jiminy Cricket, e é ouvida durante os créditos de abertura, e na cena final do filme. A canção tornou-se a música representativa da The Walt Disney Company. A gravação de Cliff Edwards e o Coro foi lançado pela Victor Records, como número de catálogo 261546 e 26477A (nos EUA) e pela IME no seu selo His Master's Voice como número de catálogo BD 821.
Edwards gravou outra versão, em 1940, para a americana Decca Records, um "cover" da trilha de Pinóquio, realizado por Victor Young e com a soprano Julieta Novis e The King's Men. Foi lançado pela primeira vez em um didco 4-78 RPM álbum conjunto, e anos mais tarde, no lado de uma LP, apoiado por seleções de O mágico de Oz. Uma gravação com Christian Rub (voz de Gepeto), Cliff Edwards e o Coro foi lançado pela Victor Records, com o número de catálogo 26479B (nos EUA) e pela EMI no seloHis Master's Voice  como número de catálogo BD 823. Ela ganhou o oscar de Melhor Canção Original. Ela também foi a primeira música da Disney a ganhar um Oscar.

## Influência
O American Film Institute classificou "When You With Upon a Star" em sétimo entre as 100 Maiores Canções da História do Cinema, a melhor classificação de uma animação da Disney, e também um dos quatro filmes de animação da Disney a aparecer na lista, sendo os outros ""Someday My Prince Will Come" de Branca de Neve e os Sete Anões classificado em #19, "Beauty and the Beast" de A Bela e a Fera classificado em #62, e "Hakuna Matata" de O Rei Leão, classificada em #99.
A canção alcançou o topo do Guia de Compra de Discos da Billboard, um antecessor do gráfico. Versões populares incluído Glenn Miller, Guy Lombardo, Horace Heidt e Cliff Edwards.
No Japão, na Suécia, Finlândia, Noruega e Dinamarca, a canção tornou-se uma canção de Natal, muitas vezes referindo-se à Estrela de Belém. A  versão em língua sueca é chamada de Sor du stjärnan eu det blå, traduzido aproximadamente: "você vê as estrelas no azul", e o  título dinamarquês é "Naar ser du et stjerneskud", que se traduz como "Quando você vê uma estrela cadente". Na Dinamarca, Suécia, Finlândia e Noruega, a música é tocada na televisão toda Véspera de Natal, no tradicional horário de Natal da Disney,  de Todos Nós para Todos Vocês, e a reunião de toda a família para assisti-lo é considerado uma tradição escandinava.
Em 1978, Gene Simmons, o baixista e co-vocalista da banda de hard rock Kiss, fez um cover da canção para o seu álbum solo  Gene Simmons Platinum, porque ele relacionou a canção com o Sonho Americano e era um fã dos filmes da Disney. "Quando eu ouvi pela primeira vez essa canção eu mal sabia falar, mas eu sabia que as palavras eram verdadeiras. Qualquer um pode ter o que quer, o mundo e a vida pode dar recompensas a qualquer pessoa".
Em 1986, Linda Ronstadt gravou a clássica canção para For Sentimental Reasons, seu álbum certificado de platina. Lançado como o primeiro single do álbum, alcançou a posição #32 na Revista Billboard no final do ano.
Eliane Elias incluiu a canção no seu álbum de 1987,  Cross Currents.
A Biblioteca do Congresso considerou a canção "culturalmente, historicamente ou esteticamente significante" e preservou-a no Registro Nacional de gravações , em 2009.
Brian Wilson admitiu que a melodia do grande sucesso dos The Beach Boys, "Surfer Girl", que tem a mesma forma AABA, e é vagamente baseada no Dion e os Belmonts versão de "When You Wish upon a Star". Wilson também fez um cover da canção em seu álbum Key of Disney, que foi lançado em 25 de outubro de 2011.

### Ícone da Disney
"When You Wish upon a Star", juntamente com Mickey Mouse, tornou-se um ícone da The Walt Disney Company. Nos anos 1950 e 1960, a Walt Disney usou a canção na abertura das sequências de todas as edições da série de televisão e antologias Walt Disney. Ele também tem sido usada para acompanhar a abertura da Walt Disney Pictures  – incluindo o atual logotipo – desde a década de 1980. Os navios da Disney Cruise Line usam as sete primeiras notas da melodia da música como seus sinais. Além disso, muitas produções nos  parques temáticos da Disney – particularmente fogos de artifício shows e desfiles – empregam a música.

## Jazz
A peça tornou-se um standard de jazz. Ela foi realizada por artistas como Louis Armstrong, Dave Brubeck Quartet, Glenn Miller, Harry James, Joe Pass, o Keith Jarrett Trio, Sun Ra, Jason Becker e Bill Evans.

## Ação judicial
O proprietário dos direitos da música, a  Bourne Co. Music Publishers, processou a Twentieth Century Fox Film Corporation, a Fox Broadcasting Company, Fuzzy Door Productions, Cartoon Network, Walter Murphy e Seth MacFarlane para tentar impedir a distribuição de um episódio da Family Guy intitulado "When You Wish upon a Weinstein", que parodia a música em uma versão chamada de "Eu Preciso de um Judeu". Um juiz federal decidiu contra a Bourne Co, indicando que uma paródia  de música não infringir os direitos autorais.